# Romică Tomescu
Romică Tomescu (n. 11 martie 1954) este un om politic român, fost ministru al Apelor, Pădurilor și Protecției Mediului în guvernarea CDR între anii 1999 și 2000.